# Japonica Polonica Fantastica
Japónica Polónica Fantástica es un editorial que traduce el manga al idioma polaco. Es más conocida por su abreviatura: JPF. La central de la editorial se encuentra en Mierzęcin cerca de Szczecin, Polonia. El fundador de la editorial es Shin Yasuda.

## Mangas publicados por JPF
- .hack//Bransoleta zmierzchu
- Akira
- Angel Sanctuary
- Aż do nieba
- Battle Angel Alita
- Chirality
- Chobits
- Cowboy Bebop
- Crying Freeman
- Czarodziejka z Księżyca
- Death Note
- D.N.Angel
- Dr. Slump
- Dragon Ball
- Fullmetal Alchemist
- Fushigi Yuugi
- Ghost in the Shell
- Ghost in the Shell 1.5
- Ghost in the Shell 2
- Hasło brzmi: Sailor V
- Heat: Żar
- Hellsing
- Legend of Lemnear
- Magiczni wojownicy: Slayers
- Naruto
- Neon Genesis Evangelion
- Oh! My Goddess
- Plastic Little
- Pokémon Adventures
- Record of Lodoss War: Szara wiedźma
- Tokyo Mew Mew
- Vampire Princess Miyu
- Wish
- Wolf's Rain
- X/1999